# ミラリ・ヴォス
ミラリ・ヴォス (Mirari vos, 羅: "That you wonder"; 副題:自由主義と宗教無差別主義について, Mirari vos arbitramur (羅: あなた方は驚いていると思う)と称されることもある)は、教皇グレゴリウス16世による4番目の回勅であり、1832年8月に発布された。以前の3つの回勅が教皇領およびポーランド立憲王国という特定地域の読者を対象としていたのに対し、本回勅は「すべてのカトリックの総主教、首座主教、大司教、司教」に宛てられており、対象読者の範囲が拡張されている。

## 背景
フェリシテ・ド・ラムネー、Charles de Montalembert および Henri Lacordaire は1830年10月、新聞『未来』(L'Avenir) を発刊した。同紙はウルトラモンタニズムの強力な支持者であり、国家主義と世俗主義の考えに反対して教皇庁の権威を支持していたが、同時に、選挙権の拡大、政教分離、普遍的な良心、教育、集会、報道の自由も主張した。また同紙の編集者は、カトリックとリベラルな改革の間に矛盾はないと考えた。フランスの保守的な階層はこの見解を危険なナンセンスであるとみなしており、多くは教会の権威が確立されていること、教育をカトリックがほぼ独占していること、ならびに、油注がれた君主により統治されていることが敬虔な社会の基盤であると考えていた。1831年11月、ラムネーおよび Montalembert はローマを訪れ、教皇グレゴリウス16世に、彼らが自らの新聞で表明した見解が正統であるという認可を求めた。
フランス政府とフランス上層部からの圧力にもかかわらず、教皇グレゴリウス16世はこれを公の問題にしないことを望んでいた。多くの反対の末、2名は政治的見解には言及しないことを条件に、1832年3月15日に教皇に謁見した。 会談は明らかに友好的で何事もなかった。 オーストリア軍に教皇領の安定を保証させた保守派の有力政治家クレメンス・フォン・メッテルニヒは、これに対し非難を表明した:31。
教皇の顧問らは、教皇が何も言わなければラムネーの意見を容認することになると考えていた。翌年8月には回勅「ミラリ・ヴォス」が発布され、ラムネーの名前を出さずにラムネーの見解の批判がなされた:23。

## 内容
教皇グレゴリウス16世は本回勅の冒頭で、一般回勅 (general encyclical) の発行が遅れたことについて説明した。
回勅はキリスト教の自由への支持を表明し、教会における教皇首位説を擁護し、聖職者および政府の過度に緊密な提携に対する懸念を提起した。既婚聖職者を擁護する人々を非難して曰く、「私はあなた方に、かくも際立った重要性を有した制度である司祭の独身制を聖なる教会法の規則にもとづいて力のかぎり、これを完全に保護し、最も恥ずべき情念にかられた人々によって四方から浴びせられる攻撃の矢をはじき返す務めを、あなた方の宗教[に対する熱意]に全く信頼して委ねます(12)」とした。 教皇はまた、離婚を主張する人々や、イタリア諸州の合法的な政府を転覆させようとする秘密結社を非難した。
教皇は、ある宗教が他の宗教と同じように良いものであるという見解として定義される宗教的無差別主義を攻撃し、それを良心の自由が主張される基盤とみなした。また、誤った不道徳な思想を抑制することは国家の義務であると考え、無差別な出版の自由を非難した。
Owen Chadwickはグレゴリウス16世の観点を次のように説明している。
「作家や講演者が、真実ではないことを喧伝したり、人種的偏見、少年愛、ポルノ、姦淫、殺人は罪ではないと宣言する言葉を公に発することは自由であると法的に規定することは、いかなる国家に対しても神が要求するものではない」

教皇は以下のように述べた。 
しかし、なんということでしょう。厚顔無恥にも、制限なしの言論の自由から流れ出るこの誤謬の洪水が、この邪悪の大海の中で真理と宗教とを擁護すべく出版されるいくつかの本によって充分に補われうると頑迷に主張する人がそれでもいるのです！　熟慮の上で確実に悪いことであると分かっている大きな悪を、もしかすると何か善いことがそこから結果として出てくるという期待によって行うことは疑いもなく犯罪であり、しかもどんな種類の法律でも罰の対象となる犯罪です。一体、分別のある人で毒をあちこちに置き、あるいはそれを人前で売ったり、配って歩いたりすることが、いやそればかりではなく、それを飲んでしまった人をかろうじて死から救ったことのある治療薬が存在するという口実の下に、その毒をごくごくと飲むようなことを合法的とみとめる人がどこにいるでしょうか。(17)
本回勅はラムネーの支持者をも批判者をも満足させることはなかった。

## See also
- Clarification concerning status of Catholics becoming Freemasons
- Singulari Nos